# Драйкантер

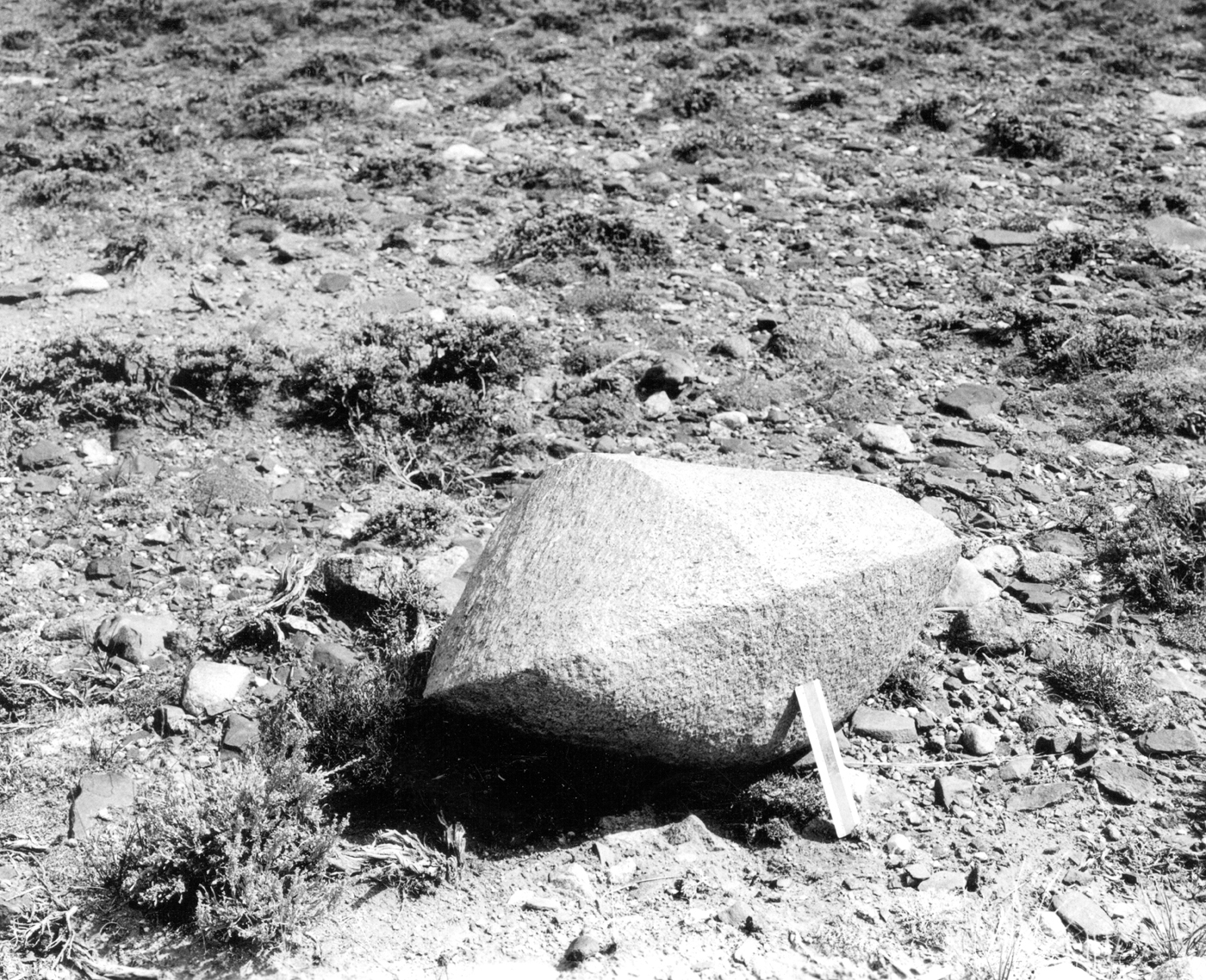
Незвичайно великий драйкантер з граніту, Суїтуотер-Каунті, Вайомінг. Розміри: 71х46х37 см. Фото: Bradley, W.H., USGS (1930).

Драйкантер, тригранник (нім. Dreikanter) — галька з трьома гранями, утворена в результаті її полірування піском, який переноситься вітром.
Драйкантер зазвичай утворюється в пустелі або перигляціальних середовищах через абразивну дію піску.
Драйкантери мають характерну пірамідальну форму з трьома гранями, схиленими до вітру. Слово «Dreikanter» німецького походження, означає «тригранний»
Аналогічним чином, нім. zweikanter («двогранний») має дві вітрові фасетки, нім. einkanter («одногранний»), має тільки одну вітрову грань.
Більшість місць на планеті мають кілька процесів вивітрювання, що діють одночасно, тому знайти хороші приклади драйкантеру часто буває важко. Антарктида є гарним місцем для пошуку таких зразків, оскільки вітер тут, як правило, є єдиним активним агентом вивітрювання. Багато екземплярів драйкантеру у Північно-Східних Сполучених Штатах формувалися в епоху плейстоцену, коли відсутність рослинності і вітри сприяли їх утворенню.

## Інтернет-ресурси
- An image of a Dreikanter
- Glossary of Meteorology
- The Bibliography of Aeolian Research [Архівовано 7 червня 2017 у Wayback Machine.]

| Геологія | Це незавершена стаття з геології. Ви можете допомогти проєкту, виправивши або дописавши її. |